# Чилдрен, Джон Джордж
Джон Джордж Чилдрен (англ. John George Children; 1777—1852) — британский химик, минералог и зоолог. Его дочь Анна Аткинс была известным английским ботаником.

## Биография
Джон Джордж Чилдрен был единственным ребёнком в семье банкира Джорджа Чилдрена (1742—1818) и его супруги Сусанны Маршалл Джордан. Он учился в Итонском колледже, с 1794 года учился в Королевском колледже в Кембридже, однако, бросил учёбу в 1798 году из-за смерти своей жены. Он объездил Европу, а также Соединенные Штаты и занимался минералогией, химией и гальванизмом. При финансовой поддержке своего отца он оборудовал лабораторию, в которой проводил эксперименты вместе с Гемфри Дэви и Уильямом Хайдом Волластоном.
В 1807 году Чилдрен стал членом Королевского общества и Линнеевского общества. В 1813 году он сконструировал самую большую в то время гальваническую батарею. В 1815 году Чилдрен поехал в Испанию и посетил рудники по добыче ртути в Альмадене.
После банкротства своего отца в 1816 году Чилдрен был вынужден искать себе должность. В том же году он получил должность библиотекаря в Департаменте античности Британского музея. Как преемник Уильяма Элфорда Лича он отвечал с 1823 до 1840 годы за зоологическую коллекцию музея. Он помогал также издавать «Zoological Journal», первый выпуск которого состоялся в 1825 году.
С 1826 по 1827 и с 1830 по 1837 годы он был секретарём Королевского общества, а с 1837 по 1839 годы также его вице-президентом. В 1833 году он был учредительным президентом Королевского энтомологического общества Лондона и с 1838 по 1844 годы вице-президента Ботанического общества Лондона.
Чилдрен опубликовал несколько статей в журнале «Философские труды Королевского общества».